# 오픈AI 파이브
오픈AI 파이브(OpenAI Five)는 5대5 비디오 게임인 도타 2를 플레이하는 오픈AI의 컴퓨터 프로그램이다. 2017년에 처음 공개되었으며, 프로 선수 덴디(Dendi)와의 실시간 일대일 게임에서 시연되었다. 이듬해에는 5명으로 구성된 완전체 시스템으로 발전해 프로팀을 상대로 대결을 펼치며 실력을 보여주기 시작했다.
오픈AI는 기계 학습을 연구하기 위해 도타 2와 같은 복잡한 게임을 선택함으로써 현실 세계에서 볼 수 있는 예측 불가능성과 연속성을 보다 정확하게 포착하여 보다 일반적인 문제 해결 시스템을 구축할 수 있다고 생각했다. 오픈AI 파이브에서 사용하는 알고리즘과 코드는 결국 회사에서 개발 중인 다른 신경망(물리적 로봇 손을 제어하는 신경망)에서 차용되었다. 오픈AI 파이브는 비디오 게임 스타크래프트 II의 알파스타, 보드 게임 바둑의 알파고, 체스의 딥 블루, TV 게임 쇼 제퍼디!의 왓슨 (컴퓨터) 등 인간과 대결하여 인간을 물리치는 다른 유사한 인공지능(AI) 사례와 비교되었다.